# EXERGiRLS
EXERGiRLS（エクサガールズ）は、現役フィットネスインストラクターらで形成されているフィットネスユニットである。チーム内にDKD（だけど）、JUAlly（ジュアリー）、PYONCE（ピョンス）の3つのユニットが存在する。
マネージメントとプロデュースはGushcloud Japanが行っている。

## メンバー一覧
DKD（だけど）、JUAlly（ジュアリー）、PYONCE（ピョンス）の3つのユニットと2人のソロで活動をしており、18名のメンバーで構成されている。
- MIHARU
- KYANA
- KURUMI
- YUKI
- ARISA
- MOMOMI
- NINA
- MIU
- NANAE
- SAYA
- AKANE
- KAMO
- NANA
- HANA
- EMILY
- 中嶌ゆり